# Astrangia poculata

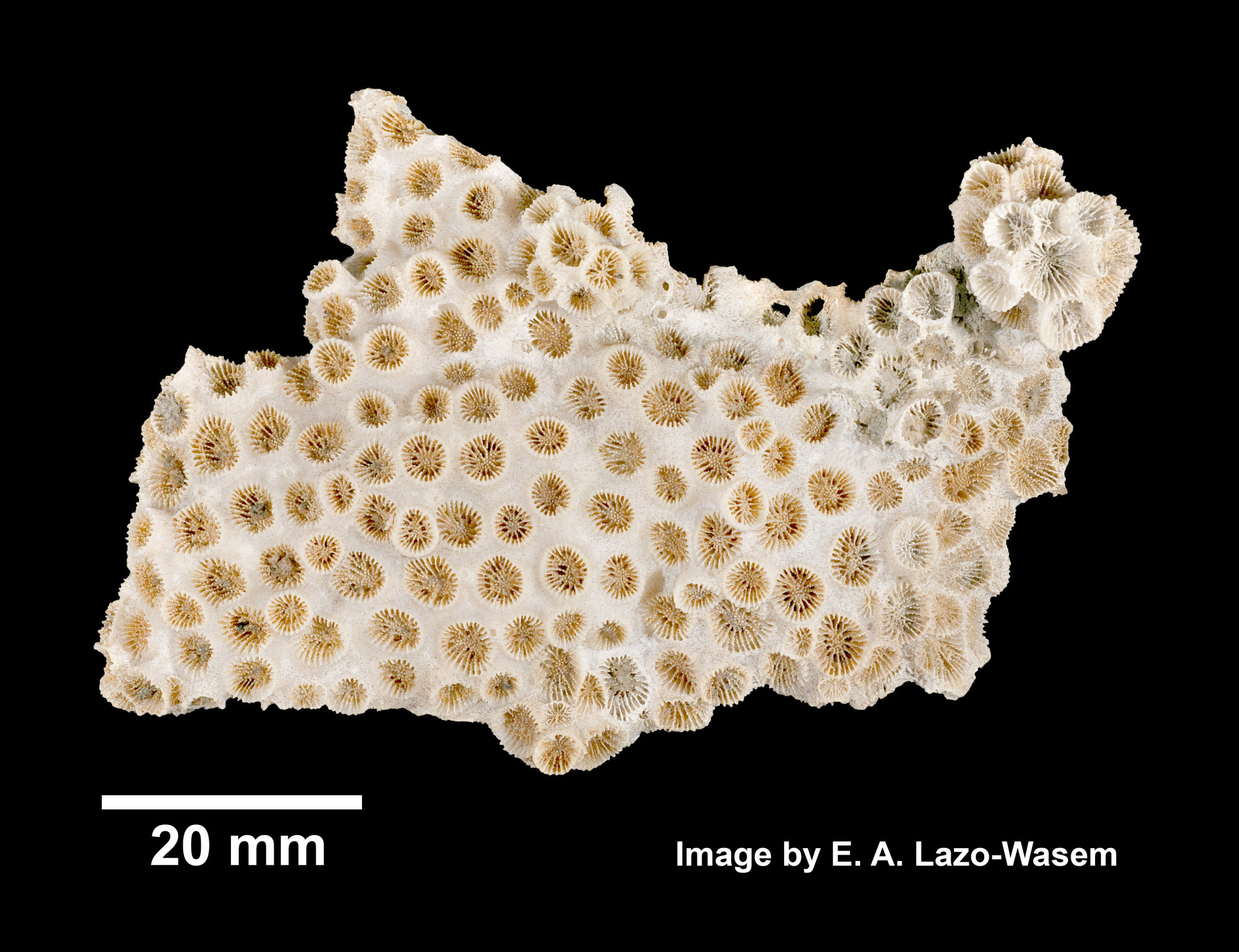

Astrangia poculata là một loài san hô trong họ Rhizangiidae. Loài này được Ellis & Solander mô tả khoa học năm 1786.